# ホウボウ

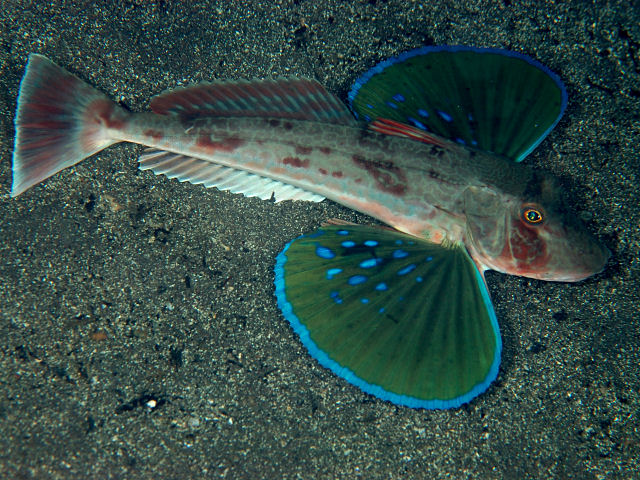
胸びれを開いた様子

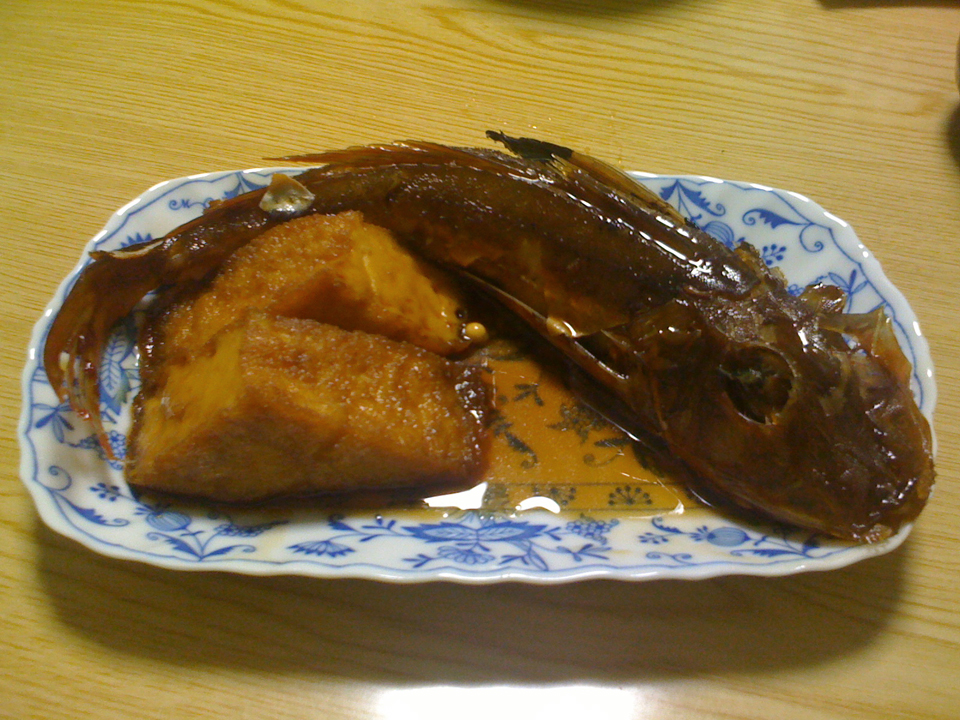
調理例。ホウボウの煮付け

ホウボウ（竹麦魚、魴鮄<魚へんに方・魚へんに弗> Chelidonichthys spinosus）は、スズキ目ホウボウ科に属する魚類。変わった外見と動作が特徴の海水魚で、美味な食用魚でもある。

## 分布・生息域
北海道南部以南から黄海、東シナ海、南シナ海まで分布する。水深100-200mほどの砂泥底に多く生息するが、生息域は浅い海から水深600mほどの深海まで幅広い。

## 形態
日本近海に分布するホウボウ科魚類では最大種で、全長40cmに達する。頭が大きく、尾へ行くにしたがって細くなる円錐形の体型をしている。腹面は白いが、背面は灰褐色と赤のまだら模様をしている。頭部は硬い骨板に覆われ、尖った鼻先の下に大きな口が開く。胴体はザラザラした細かい鱗に覆われる。
胸びれは半円形で大きく、翼のように水平方向に広がる。色は鮮やかな青緑色で、青の縁取りと斑点に彩られている。胸びれの一番下の軟条3対は赤く、遊離して太く発達しており、これを脚のように動かして海底を「歩く」ことができる。腹びれも三角形で大きいが、胸びれの直下であまり目立たない。背びれは2つあり、前の背びれは三角形に尖る。後ろの背びれと臀びれは長方形をしている。尾びれは三角形で、後端に青い縁取りがある。飛行機か昆虫類にも似た体型と鮮やかな体色を持っている。
浮き袋（鰾）でグーグーと音を出して鳴くことができ、ホウボウという和名はこの鳴き声からつけられたという説がある。ホウボウの浮き袋を指して「鳴き袋」とも呼ぶ。
甲殻類などと同様に脱皮する。また、その数日前から絶食する場合もある。

## 生態
遊泳時には胸びれをたたみ、体をくねらせて泳ぐが、獲物を探す時には胸びれを広げ、脚のように変化した胸びれの軟条3対で砂泥底を歩くように移動する。この軟条の先で味を感じることができ、砂に潜った獲物を探る。食性は肉食性で、エビ、カニ、小魚などを大きな口で捕食する。
繁殖期は春。卵はプランクトンとして浮遊する浮性卵で、数日のうちに孵化する。孵化した仔魚もしばらくは浮遊し、他のプランクトンを捕食しながら成長するが、やがて海底で生活するようになる。幼魚は全身が黒いが、大きくなるにつれて体が赤っぽく、胸びれが緑色に変化する。
よく似た魚にカナガシラがいる。カナガシラの鱗も小さいが、ホウボウの鱗はもっと細かいことと、カナガシラの胸びれはホウボウほど色鮮やかでない（ただ単に赤い）ことで見分けがつく。

## 日本での利用
旬は冬。主に底引網で漁獲されるほか、イトヨリダイやヒラメ、カレイなどと共に釣りで漁獲されることもある。ルアーでも釣れる。
歩留まりはあまり良くないが、カナガシラなどに比べれば頭部が小さく身も多い方である。身は白身だが生では薄いピンク色がかっており、旨みと歯ごたえがあって美味。料理法も刺身、煮付け、から揚げ、塩焼き、鍋料理、干物など多種多様である。身以外にも、アラからは良い出汁が取れ、肝や心臓、発達した浮き袋も湯がくなどして食用とすることができる。

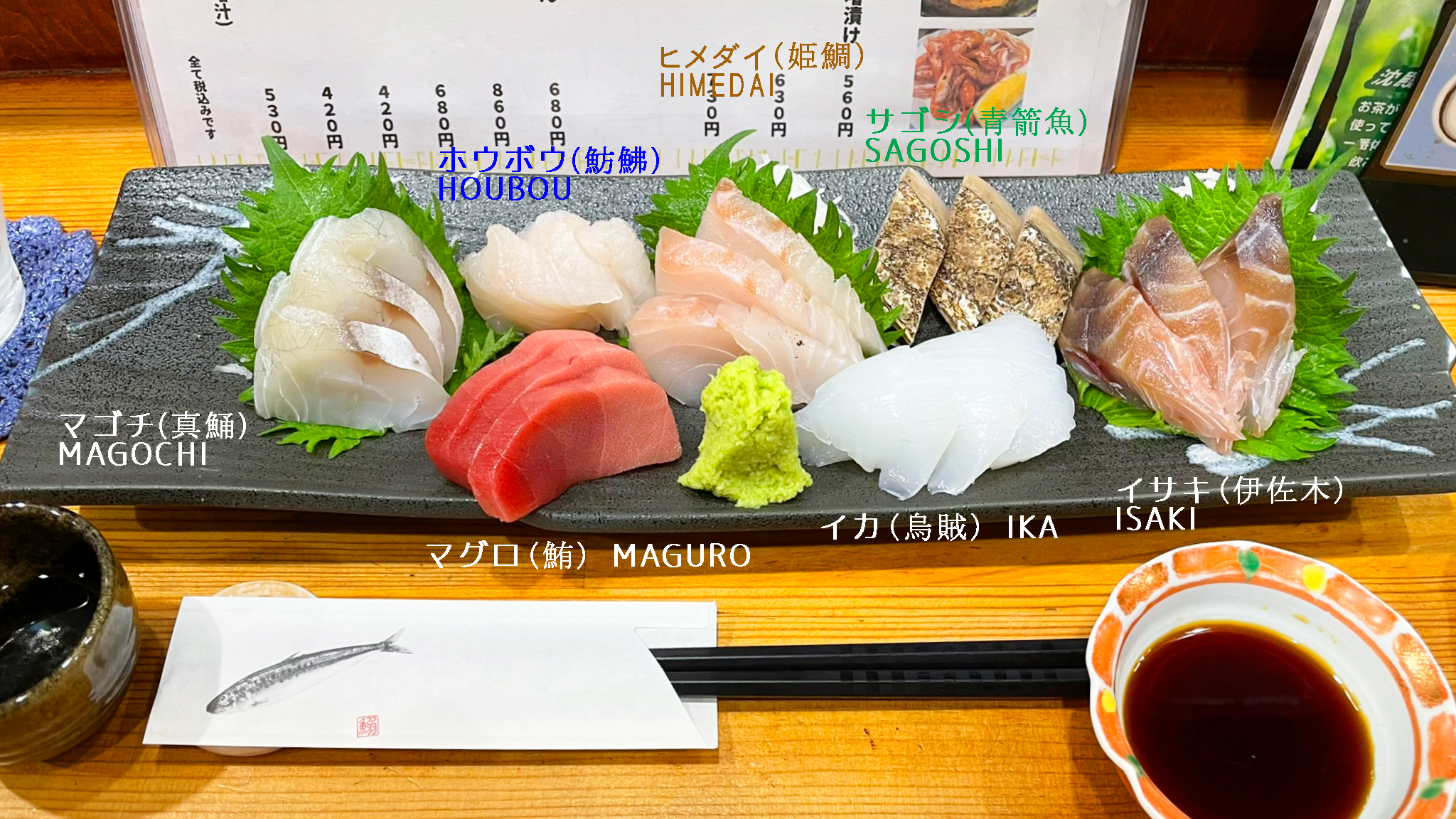
刺身の盛り合わせ。左から2番目の白身がホウボウ

## 別名
キミ、キミヨ、キミウオ（青森県から石川県にかけて）、ドコ（秋田県）、カナガシラなど。近縁種にカナガシラがいるが、ホウボウも地方によっては「カナガシラ」と呼ばれる。頭が固い骨板で覆われていることから「金頭」である。海外では英名で "Searobin"（「海のコマドリ」の意）、中東では飛行機や凧を意味する「タイヤール」という名前でも呼ばれる。

## 近縁種
ホウボウ科の魚は熱帯から温帯にかけてのやや深い海に広く分布し、140種類ほどもいる。日本近海ではホウボウ属 Chelidonichthys の種類は少ないが、カナガシラ属 Lepidotrigla とソコホウボウ属 Pterygotrigla の種類が多い。胸びれの模様や頭部の棘などが、種類によって非常に変異に富んでいる。
どれも底引網で多く漁獲され、食用になる。肉質は良いが可食部が少ないので、小型のものは蒲鉾など魚肉練り製品の原料としても使われる。
カナガシラ Lepidotrigla microptera Günther, 1873
全長30cmほど。口先には2本の短い棘が突き出る。胸びれがやや小さく、胸びれを含めた体上面が一様に赤っぽい。第1背びれに大きな鮮紅色の斑点がある。多くの近縁種がいる。
ソコホウボウ Pterygotrigla hemisticta（Temminck et Schlegel, 1844）（Blackspotted gurnard）
全長30cmほど。口先に1本、鰓蓋（えらぶた）に1対のやや長い棘があり、目も大きめ。第1背びれに大きな黒い斑点がある。ホウボウやカナガシラより深い海に生息する。多くの近縁種がいる。
タブ・ガーナード Chelidonichthys lucernus（Linnaeus, 1758）
全長30cmほど。大西洋東岸の赤道以北に生息する。